# Sz (dwuznak)
Sz (Sz, sz) – dwuznak występujący w językach polskim, kaszubskim oraz węgierskim.

## W języku polskim
W pisowni polskiej dwuznak sz oznacza dźwięk /ʂ/.
W dobie średniopolskiej zamiast sz nierzadko używano grafemu ß, który jest złożeniem liter ſ i ʒ, będących wariantami liter s i z.
Istniał też zapis sż, podobnie, jak cż i rż zamiast cz i rz.

## W języku kaszubskim
W języku kaszubskim oznacza spółgłoskę /ʃ/.

## W języku węgierskim
W języku węgierskim dwuznak sz, który jest uznawany za literę w alfabecie węgierskim, oznacza spółgłoskę  /s/. Litera s zaś odpowiada głosce /ʃ/, która jest dosyć bliska polskiej głosce /ʂ/. Oznacza to, że wymowa s i sz w językach polskim i węgierskim jest poniekąd odwrócona.